# Lijst van departementen en arrondissementen in Auvergne-Rhône-Alpes
De Franse regio Auvergne-Rhône-Alpes heeft de volgende departementen en arrondissementen:

## Ain
- Belley
- Bourg-en-Bresse
- Gex
- Nantua

Zie ook lijsten van de kantons en de gemeentes.

## Allier
- Montluçon
- Moulins
- Vichy

Zie ook lijsten van de kantons en de gemeentes.

## Ardèche
- Largentière
- Privas
- Tournon-sur-Rhône

Zie ook lijsten van de kantons en de gemeentes.

## Cantal
- Aurillac
- Mauriac
- Saint-Flour

Zie ook lijsten van de kantons en de gemeentes.

## Drôme
- Die
- Nyons
- Valence

Zie ook lijsten van de kantons en de gemeentes.

## Haute-Loire
- Brioude
- Le Puy-en-Velay
- Yssingeaux

Zie ook lijsten van de kantons en de gemeentes.

## Isère
- Grenoble
- La Tour-du-Pin
- Vienne

Zie ook lijsten van de kantons en de gemeentes.

## Loire
- Montbrison
- Roanne
- Saint-Étienne

Zie ook lijsten van de kantons en de gemeentes.

## Puy-de-Dôme
- Ambert
- Clermont-Ferrand
- Issoire
- Riom
- Thiers

Zie ook lijsten van de kantons en de gemeentes.

## Rhône
- Lyon
- Villefranche-sur-Saône

Zie ook lijsten van de kantons en de gemeentes.

## Savoie
- Albertville
- Chambéry
- Saint-Jean-de-Maurienne

Zie ook lijsten van de kantons en de gemeentes.

## Haute-Savoie
- Annecy
- Bonneville
- Saint-Julien-en-Genevois
- Thonon-les-Bains

Zie ook lijsten van de kantons en de gemeentes.